# Cernotina hastilis
Cernotina hastilis är en nattsländeart som beskrevs av Oliver S. Flint Jr. 1996. Cernotina hastilis ingår i släktet Cernotina och familjen fångstnätnattsländor. Inga underarter finns listade i Catalogue of Life.